# كابلن (سويسرا)
كابلن (بالألمانية: Kappelen) هي واحدة من بلديات مقاطعة سيلاند في كانتون برن في سويسرا. تبلغ مساحتها 10.98 كيلومتر مربع، ويقدر عدد سكانها بـ 1350 نسمة (حسب تعداد ديسمبر 2015).